# Mühlhausen im Täle
Mühlhausen im Täle – miejscowość i gmina w Niemczech, w kraju związkowym Badenia-Wirtembergia, w rejencji Stuttgart, w regionie Stuttgart, w powiecie Göppingen, wchodzi w skład związku gmin Oberes Filstal. Leży w Jurze Szwabskiej, ok. 15 km na południe od Göppingen, przy wlocie drogi krajowej B466 do autostrady A8.